# 2013年澳門勞動節遊行
2013年澳门劳动节游行于2013年5月1日举行，有6个团体进行集会和游行，多数在下午开始。5月1日中午天转阴，后时有大雨，对游行人数有影响。
此次游行的诉求主要有争取保障工人就业、打系黑工、改善民生、解决住屋问题、把最低工资定为时薪30元，要求双普选和实现高官问责等。

## 澳门青年动力

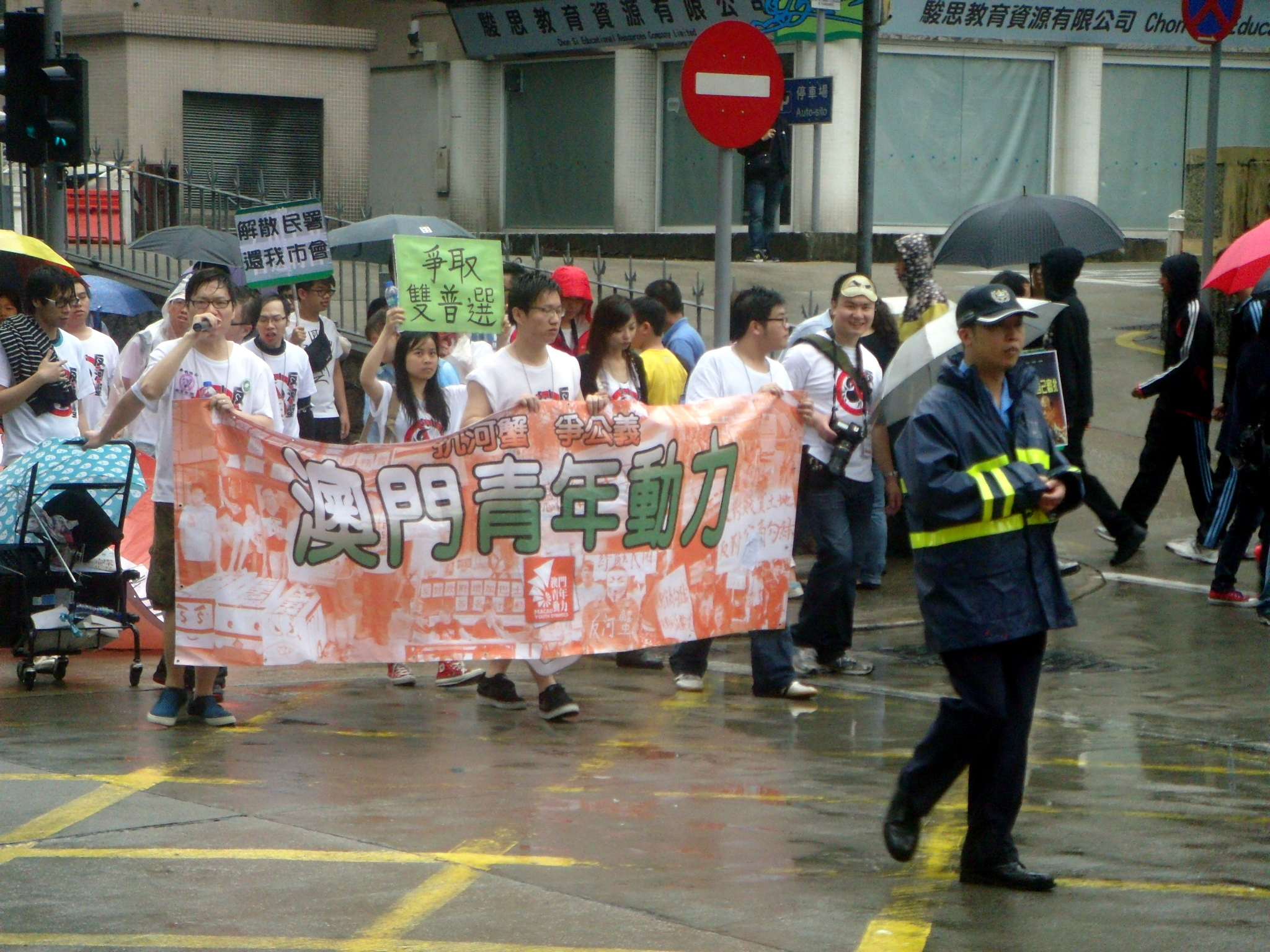
在雨中的澳门青年动力队伍

澳门青年动力于下午1点在永宁广场集合，3点出发。游行路线为： 永宁广场休憩区出发，经看台街、市场街、永康街、黑沙环第五街、慕拉士大马路（“澳门日报大楼” 递请愿信）、俾利喇街（“澳广视大楼” 递请愿信）、美副将大马路、鲍思高圆形地、士多鸟拜斯大马路（“消费者委员会办事处”及“交通厅”递请愿信）、东望洋街、水坑尾街（“公共行政大楼”递请愿信）、约翰四世大马路（“教育暨青年局” 递请愿信）、苏亚利斯博士大马路、区华利前地、南湾湖景大马路（政府总部递请愿信）。
实际游行时，警察在离政府总部100多米处要求游行队伍从马路上转移到人行道上。澳门青年动力不从，僵持一小时后游行队伍解散。
约有200人游行，立法議員区锦新和他太太也参与其中。游行人士主要是青年，他们要求廉洁选举、赌场全面禁烟和增建公屋等。他们又自制恶搞图片，讽刺政府高官和社团领袖。

## 澳门工人自救会
澳门工人自救会于在佑汉街市公园下午2时集合，下午2时45分出发。被警方修订后的游行路线是佑汉街市公园出发，经市场街、永康街、黑沙环第五街、慕拉士大马路、俾利喇街、美副将大马路、鲍思高圆形地、士多鸟拜斯大马路、东望洋街、水坑尾街、约翰四世大马路、苏亚利斯博士大马路、区华利前地、南湾湖景大马路抵达南湾湖休憩区，最后派代表前往政府总部递请愿信。但澳门工人自救会不同意警方修订之路线。

## 中国澳门钢筋扎铁工程工会
中国澳门钢筋扎铁工程工会于下午1时在三角花园集合，2点半出发。经修订之游行路线于三角花园出发，经拱形马路、罅些喇提督大马路、美副将大马路、鲍思高圆形地、士多鸟拜斯大马路、东望洋街、水坑尾街、约翰四世大马路、友谊广场、苏亚雷斯博士大马路、区华利前地、南湾湖景大马路抵达南湾湖休憩区，最后派代表前往政府总部递请愿信。 

## 澳门工人民生力量联合工会
澳门工人民生力量联合工会于早上10时在三角花园集合，下午2时出发。经修订之游行路线于三角花园出发，经关闸横路/拱形马路、黑沙环马路、慕拉士大马路、俾利喇街、美副将大马路、鲍思高圆形地、士多鸟拜斯大马路、东望洋街、水坑尾街、约翰四世大马路、苏亚利斯博士大马路、区华利前地、南湾湖景大马路抵达南湾湖休憩区，最后派代表前往政府总部递请愿信。 

## 澳门家庭团聚联合会
澳门家庭团聚联合会于下午1时在三角花园集合，下午2点半出发。经修订之游行路线于三角花园出发，经拱形马路、罅些喇提督大马路、美副将大马路、鲍思高圆形地、士多鸟拜斯大马路、东望洋街、水坑尾街、南湾大马路、罗理基博士大马路、何贤公园、派代表前往中联办门前递请愿信 、罗理基博士大马路、南湾大马路、约翰四世大马路、苏亚利斯博士大马路、区华利前地、南湾湖景大马路抵达南湾湖休憩区，最后派代表前往政府总部递请愿信。 游行人数估计已有900人。

## 澳门民生力量联合会
澳门民生力量联合会于早上11时在三角花园集合，下午2点半多出发。经修订之游行路线于三角花园出发，经拱形马路、罅些喇提督大马路、美副将大马路、鲍思高圆形地、士多鸟拜斯大马路、东望洋街、水坑尾街、约翰四世大马路、苏亚雷斯博士大马路、区华利前地、南湾湖景大马路抵达南湾湖休憩区，最后派代表前往政府总部递请愿信。 